# Borak
 Ovo je glavno značenje pojma Borak. Za druga značenja pogledajte Borak (razdvojba).
Borak je mjesto istočno od Omiša. Čini ga nekoliko zaselaka.

## Zemljopisni položaj
Nalazi se na 43° 26' 42" sjeverne zemljopisne širine i 16° 41' 34" istočne zemljopisne dužine.

## Upravna organizacija
Danas naselje Borak pripada Gradu Omišu, a u njemu je osnovan istoimeni mjesni odbor.

## Povijest
U starorimsko doba se na mjestu Borka nalazilo naselje Oneum. Starovjekovno naselje je nestalo odnosno napušteno u 7. stoljeću za vrijeme seoba naroda, a tragovi se vide po materijalima iz Oneuma koje se koristilo za kasnije građevine.

## Stanovništvo
| broj stanovnika |       |       | 133   | 144   | 141   | 150   |       |       | 175   | 153   | 193   | 138   | 178   | 135   | 145   | 158   | 199   |
|                 | 1857. | 1869. | 1880. | 1890. | 1900. | 1910. | 1921. | 1931. | 1948. | 1953. | 1961. | 1971. | 1981. | 1991. | 2001. | 2011. | 2021. |

## Kultura
U Borku (na Boračkoj glavici) se nalazi crkva iz 1590. godine, posvećena sv. Stjepanu.
Iznad Borka, na brdu, se nalazi tvrđava Fortica.
U nekim naseljima ,selima u Slavoniji se posuda od drveta, zvala BORAK.   I rub i dno su trebali biti od jednog komada drveta, stranica od savijene bukovine ili graba,a dno se dubilo od mekšeg drveta. S tom posudom se obično grabio kukuruz ili žito iz AMBARA-drvena zgrada s pregradama od dasaka gdje se čuvalo žito i kukuruz u zrnu. Tako se i danas u tim selima to spominje,to je dio kulture koja se zaboravlja

## Promet
Cestovno je spojen s Omišem prema jugozapadu. 

## Gospodarstvo
Turizam.

## Poznate osobe
Od poznatih osoba koje su iz Borka ili podrijetlom iz Borka.
- Žana Lelas, hrvatska košarkaška reprezentativka
- Jonnathan Tafra, čileanski kanuistički reprezentativac